# Perücken-Achtschilling
Der Perücken-Achtschilling (dän. Parykotteskilling) ist eine unter der Münzherrschaft des dänischen Königs Frederik IV. zu Beginn des 18. Jahrhunderts geprägte Silbermünze im Nennwert von acht Schilling. Die Münze wurde sehr häufig geprägt.
Die Münze zeigt auf der Vorderseite (Avers) ein Porträt Frederiks mir auffälliger Allonge-Perücke. Revers ist eine Krone und die Wertangabe abgebildet. Oftmals wurden die Münzen mit einer rückwärtigen Öse versehen und zu Knöpfen für Bauerntrachten gemacht.

## Quelle
- Thomas Lautz: Perücken-Achtschilling. In: Tyll Kroha: Lexikon der Numismatik. Bertelsmann, Gütersloh 1977, ISBN 3-570-01588-2, S. 357.